# Tonique Williams-Darling
Tonique Williams-Darling (Sinh ngày 17 tháng 1 năm 1976) tại Nassau, Bahamas) là một vận động viên chạy nước rút người Bahamas. Cô dành huy chương vàng tại Thế vận hội Mùa hè 2004  nội dung 400 m. Cô tốt nghiệp trường cao đẳng St. John's Bahamas (trường trung học).

## Học vấn
Cô đã theo học tại Đại học Nam Carolina, tốt nghiệp với bằng cử nhân từ Trường kinh doanh Moore vào năm 1999.

## Thi đấu chuyên nghiệp
Williams-Darling đã có một năm đột phá vào năm 2004. Cô bắt đầu với huy chương đồng tại Giải vô địch trong nhà IAAF thế giới 2004 tại Budapest, Hungary, chỉ thua thành tích vận động viên người Nga Natalya Nazarova và Olesya Krasnomovets. Sau đó, vào tháng 7, tại cuộc thi tại Rome của IAAF Golden League, Tonique đã dành chiến thắng nội dung 400 mét sau khi đánh bại vận động viên người México Ana Guevara.
Tại Thế vận hội mùa hè 2004 ở Athens, Hy Lạp Williams-Darling đánh bại Guevara một lần nữa. Trong trận chung kết, cô tỏ rõ sức mạnh so với vận động viên México, người bị cản trở bởi chấn thương và chỉ được huấn luyện mức hạn chế trước Thế vận hội. Cô trở thành vận động viên đầu tiên dành huy chương vàng Thế vận hội cho Bahamas.
Sau Thế vận hội, cô đã giành được chiến thắng trong giải Jackpot tổng của Golden League, kiếm được số tiền 500.000 USD sau khi chia đôi 1 triệu USD với Christian Olsson.
Cô cũng giành được huy chương vàng trong nội dung 400 m tại Giải vô địch Điền kinh Thế giới IAAF 2005 trong trận chung kết đối đầu với vận động viên Sanya Richards. Tại Đại hội thể thao Khối Thịnh vượng chung mặc dù được đánh giá cao, cô lại bị đánh bại bất ngờ trong trận chung kết bởi Christine Ohuruogu và chỉ dành được huy chương bạc.
Williams-Darling mất mùa giải 2007 để điều trị chấn thương gân kheo và không cạnh tranh trong mùa giải 2008.
Vào tháng 11 năm 2012, cô được bầu làm Giám đốc Quan hệ Công chúng của Hiệp hội Thể thao Bahamas (BAAA) cho nhiệm kỳ 2012-2015.

## Thông tin khác
Cô kết hôn với đồng nghiệp, vận động viên Bahamas Dennis Darling
Đối với những thành tựu của cô cho đến nay, Chính phủ Bahamas đã tôn vinh Tonique bằng cách đặt tên một đường cao tốc chính là "Đường cao tốc Tonique Williams-Darling".